# L'ultima battaglia (romanzo Licia Troisi)
L'ultima battaglia è un romanzo fantasy di Licia Troisi pubblicato nel 2012, il quinto e ultimo libro della saga La ragazza drago.

## Trama
La storia riprende dal punto in cui si era interrotta nel quarto libro, quando Nidhoggr utilizza il frutto di Thuban per spezzare definitivamente il sigillo magico che lo imprigionava sottoterra.
Il frutto gli viene consegnato da Ofnir, un umano che, all'epoca di Draconia, era un alleato delle viverne e che tradì Lung a causa di un'immotivata gelosia possessiva. Per premiare il fedele servo, Nidhoggr gli squarcia il ventre con un artiglio e gli infonde il suo sangue. In tal modo, Ofnir, pur essendo un umano, potrà condividere parte dell'essenza della Grande Viverna ed utilizzare qualunque potere in correlazione con i serpenti. Ora Nidhoggr è finalmente libero e dal Lago di Albano s'invola per dare inizio al suo regno di terrore.
Sofia, nel frattempo, animata da uno strano spirito di preveggenza, si risveglia dopo una notte insonne e scopre che non solo il cielo si è completamente oscurato, ma anche che il professore e il maggiordomo Thomas sono stati assoggettati. Infatti, i loro occhi sono rossi e i loro corpi sono ricoperti da una spessa armatura metallica da cui spuntano lame letali, segno che la loro coscienza è stata soggiogata da Nidhoggr. Sofia e Lidja (anche lei rimasta alla villa) riescono ad evitare l'attacco dei due, legandoli e rinchiudendoli nella stanza della Gemma. Qui, il professore riesce a riprendere il controllo di sé, a patto di non allontanarsi. Per Thomas, invece, non c'è nulla da fare; viene quindi addormentato con un sonnifero.
Giungono nel frattempo Fabio, Karl (entrambi usciti dalla villa per cercare l'ultimo frutto), Chloe, Ewan e la loro madre Gillian. Essi raccontano che il mondo intero è in balìa di oscure forze naturali: il sole è sparito; nubifragi e terremoti sconvolgono la Terra; tutti gli esseri umani, eccezion fatta per Gillian - in quanto madre dei Draconiani - sono stati assoggettati. La verità è ormai evidente a tutti: Nidhoggr è tornato. La notizia viene confermata da Nidafjoll che, a causa del suo recente tradimento nei confronti del suo signore, chiede ai Draconiani di ospitarla nella villa protetta dalla Gemma, dopo essere scampata da un attacco di Ofnir. Nida spiega inoltre ai Draconiani come Nidhoggr abbia potuto liberarsi usando il frutto di Thuban, rompendolo in tre pezzi sopra il sigillo, e di come Sofia non possa percepire dove siano finiti i frammenti, perché intrisi del sangue della Grande Viverna che blocca le sue visioni.
Dopo che Fabio si è sottoposto a una pericolosa iniezione per ricevere parte del sangue di Nida, i ragazzi riescono a scoprire dove si trovano i tre frammenti e decidono di dividersi per cercarli: Sofia e Fabio si recheranno a Matera; Lidja ed Ewan andranno a Palermo; Karl e Chloe si recheranno a Napoli. Per non essere percepiti dagli Assoggettati, ciascun Draconiano potrà trasformarsi solo in riva al mare (in modo da volare lontano dalla terraferma, così che gli Assoggettati non possano raggiungerli) e porterà con sé un ciondolo contenente il sangue di Nida (che è parte della stessa Grande Viverna) per schermare i propri poteri. Il viaggio è periglioso e ciascun gruppo incontra delle difficoltà, anche a causa delle calamità naturali che sconvolgono ogni meta; ma alla fine tutti recuperano un frammento del frutto.
A Palermo, in particolare, Ewan si dichiara a Lidja poco prima di venire attaccato dagli Assoggettati (per percepire il frutto, il ragazzo è stato costretto a togliersi il ciondolo) e di perdere ogni contatto con il suo drago a causa di una grave ferita all'Occhio della Mente. Quando ciò accade, Chloe - già tornata a Roma con Karl, anch'egli gravemente ferito al neo sulla fronte e privato del suo drago - perde ogni contatto con Kuma. Sofia e Fabio, nel frattempo, hanno trovato per caso la vecchia casa dei genitori di Sofia, dove si è rifugiata anche Beatrice (che, in quanto madre di una Draconiana, non è caduta vittima dell'assoggettamento). Sofia, ancora ferita dal rifiuto materno, respinge più volte le offerte di pace di Beatrice, la quale vorrebbe aiutarli perché pentita di aver allontanato Sofia a Edimburgo. Nel disperato tentativo di farsi perdonare, Beatrice recupera l'ultimo frammento del frutto, morendo nell'impresa e riuscendo a riconciliarsi all'ultimo momento con la figlia. L'esperienza vissuta, tuttavia, riavvicina Sofia e Fabio, i quali ora si sentono di comprendersi più di prima e si rimettono insieme dopo un bacio.
Quando tutti i Draconiani sono finalmente tornati a Castel Gandolfo nella villa del professore, scoprono che l'unico modo per riunire i frammenti del frutto è incollarli con la linfa della Gemma che protegge la casa. Il gesto però induce a sacrificare la barriera protettiva che impedisce alle centinaia di Assoggettati accalcati al suo esterno di attaccarli. Il sacrificio è necessario, ma è reso ancora più alto dal fatto che non solo Sofia è costretta a lasciare il professore (i Draconiani e Gillian fuggiranno con il sottomarino nelle profondità del lago dove un tempo sorgeva Draconia), ma anche perché Lidja e Fabio vengono gravemente feriti all'Occhio della Mente e perdono ogni contatto con i loro draghi. Ogni speranza sembra svanita: quattro draghi paiono morti e i Draconiani sono soli in mezzo a una città distrutta.
Inaspettatamente, Sofia, l'unica ancora in possesso dei propri poteri, riesce a raggiungere Draconia - ormai fluttuante e invisibile nel cielo - portando con sé i frutti dell'Albero del Mondo. Qui incontra il proprio avo che per primo accettò di ospitare in sé Thuban, Lung, il quale, dopo aver ridato vita all'Albero del Mondo (liberando così tutti gli esseri umani dall'assoggettamento e facendo risorgere il sole sulla Terra), la informa che i draghi non potranno più tornare sulla Terra e che spetterà agli esseri umani Draconiani l'arduo compito di sconfiggere Nidhoggr per sempre. A tal fine, le consegna sei sfere, dicendole che serviranno a lei e ai suoi amici per la battaglia finale. Sofia ritorna così magicamente al centro del lago; ma al posto dei frutti ora ha con sé le sfere; i suoi amici provano inutilmente ad attivarle. Sofia invece riesce subito a evocare i poteri della sua sfera, che si trasforma in una spada verde.
Convinta di essere l'unica Draconiana rimasta e di non poter chiedere ai suoi amici di combattere senza poteri, Sofia si reca da sola a Villa Mondragone per sconfiggere Nidhoggr. Tuttavia, Fabio e gli altri Draconiani la raggiungono per aiutarla. Finalmente, animati da un nuovo coraggio, tutti riescono ad attivare le loro sfere (che si trasformano in splendide armi) e a richiamare lo spirito dei rispettivi draghi che, seppur separati dai corpi dei ragazzi, iniziano a combattere al loro fianco. Durante la lotta, Nida, ormai definitivamente schierata con i Draconiani, viene uccisa da Ofnir, tramutatosi in un mostruoso serpente gigante, a sua volta ucciso da Fabio dopo che i quattro draghi della Guardia lo hanno sfinito e ferito più volte. Thuban, nel frattempo, dice a Sofia che l'unico modo per sconfiggere Nidhoggr è che la ragazza li trafigga insieme con la spada, cosa che Sofia fa a malincuore. Tutto viene invaso dalla luce e ogni cosa scompare. Sofia si risveglia magicamente in un letto d'ospedale. Al suo capezzale trova il professore, che le racconta di uno strano incidente d'auto in cui lei sarebbe stata coinvolta. Il professore e l'intera umanità non ricordano nulla dell'accaduto.
Anche Sofia, inizialmente, teme sia stato tutto un sogno, ma poi due episodi le fanno capire che non è così: il ritrovamento della propria sfera e l'arrivo a Castel Gandolfo di Fabio, venuto a cercarla dal luogo in cui si era risvegliato e memore come lei di ogni cosa. Poco a poco, tutti i Draconiani - gli unici a ricordare la battaglia tra Draghi e Viverne - si riuniscono: Lidja si trova con il suo circo a Roma e si reca spesso a trovare Sofia e il professore; Ewan e Chloe, svegliatisi ancora a Edimburgo, convincono la madre a trasferirsi in Italia; Karl, ritrovatosi in un orfanotrofio a Monaco, viene adottato dal professore e va a vivere con Fabio e Sofia a Castel Gandolfo. Pur non ricordando nulla, il professore avverte di essere molto legato a tutti gli ex Draconiani ed è felice di averli vicini. Lidja ed Ewan nel frattempo sono ufficialmente diventati una coppia, così come Fabio e Sofia, mentre tra Karl e Chloe comincia a nascere un tenero innamoramento. Tutti hanno ritrovato le proprie sfere magiche al loro risveglio. Il libro si conclude con i sei ragazzi che gettano le sfere nel Lago di Albano, dove le ex armi magiche vengono risucchiate sul fondale nella bolla trasparente dove un tempo sorgeva la città di Draconia.

## Personaggi

### Draconiani
- Sofia Schlafenː

Ragazzina di 15 anni, spesso insicura, ma anche generosa e capace, nei momenti difficili, di mostrare un coraggio inaspettato e di non perdere mai la speranza. Viene adottata dal professor Schlafen, che per lei è a tutti gli effetti come un padre. Ha capelli ricci e rossi, due grandi occhi verdi e svariate lentiggini attorno al naso. È la protagonista della storia. Dentro di lei risiede lo spirito di Thuban, il drago con il potere della vita. Può infatti far crescere liane e piante, utilizzandole per immobilizzare gli avversari o per attaccare, ed è in grado di produrre la clorofilla dell'Albero del Mondo (letale per le viverne, ma benefica per i draghi). S'innamora a prima vista di Fabio, con cui alla fine si metterà insieme, e ha come migliore amica Lidja. La sua arma è una spada verde ed è il capo dei Draconiani.
- Lidjaː

Anche lei ragazza di 15 anni, descritta fin dall'inizio come molto carina, atletica, con lunghi capelli corvini e occhi scuri. È orfana e fa la trapezista nel circo natio fino al suo trasferimento a casa del professore. Dentro di lei risiede lo spirito di Rastaban, il migliore amico di Thuban. Lidja ha il potere della telepatia e della telecinesi: può collegarsi al pensiero altrui, erigere barriere protettive e scagliare oggetti contro i nemici. È la migliore amica di Sofia; a causa del suo carattere leale, fatica inizialmente a comprendere l'incostanza di Fabio. Si prende una cotta per Ewan, senza lasciarsi scoraggiare dal successo di quest'ultimo con le ragazze, riuscendo alla fine a mettersi con lui. La sua arma è una frusta rosa magenta ed è la Draconiana più intraprendente e convinta nella causa.
- Fabio Szilard

Fabio Szilard è un ragazzo di 16 anni, alto e magro, con voluminosi ricci scuri e occhi neri che esprimono una profonda intensità. In lui alberga Eltanin, il drago che doma il fuoco e che, in passato, ha combattuto al fianco di Nidhoggr, tradendo inizialmente i suoi amici prima di pentirsi. Il suo carattere è forte e solitario; spesso preferisce agire da solo o utilizzare mezzi che gli altri Draconiani considererebbero non etici. Questa indole tormentata deriva da un passato difficile e dal peso del suo tradimento. I suoi poteri sono tra i più sviluppati e pericolosi del gruppo. Dopo aver ucciso Ratatoskr per vendetta, Fabio realizza di voler cambiare e diventare una persona migliore. È innamorato, ricambiato, di Sofia, ma decide di allontanarsi da lei dopo averla baciata più volte, temendo di vederla soffrire durante la battaglia contro le viverne. Tuttavia, alla fine comprende che non può rinunciare a lei e accorre spesso in suo aiuto, supportandola fino a quando non si metteranno insieme. La sua arma è una lancia dorata striata di nero, simbolo del tradimento suo e di Eltanin. Tra i Draconiani, Fabio è il più tormentato a causa dei suoi errori passati, ma è anche il più forte e letale, poiché comprende profondamente la psicologia dei nemici avendo una volta fatto parte di loro. 
- Karl Lehmann

Karl Lehmann è un ragazzo di 15 anni in cui alberga lo spirito di Aldibah, il drago che comanda il ghiaccio. Paffuto e biondo, con occhi azzurri e grandi occhiali, Karl rappresenta lo stereotipo del ragazzino tedesco. Viveva a Monaco di Baviera con la madre adottiva, la Custode Effi, prima della sua tragica morte. È un nerd indefesso, appassionato di ricerche, studio, fumetti e videogiochi; tuttavia, dimostra anche una notevole lucidità analitica e abilità nel combattimento quando utilizza i suoi poteri di Draconiano contro i nemici. Ha un buon rapporto empatico con il professore con cui collabora frequentemente nella creazione di oggetti tecno-magici. I suoi compagni si rivolgono a lui per ogni tipo di ricerca e soluzione pratica. Con il tempo, tra lui e Chloe nasce un timido feeling romantico. La sua arma è un arco azzurro dotato di una faretra inesauribile per le frecce, rendendolo il Draconiano più maturo e scientifico all'interno del gruppo.
- Ewan Mac Allister:

È un ragazzo di 16 anni, gemello di Chloe. Viveva a Edimburgo con la madre e la sorella, per la quale è estremamente protettivo. Con i suoi capelli rossi che gli arrivano alle spalle, Ewan è alto, sportivo e carismatico. È un giovane coraggioso, consapevole del suo fascino tra le ragazze e sembra divertirsi a corteggiarle. La sua passione per la musica si esprime attraverso la chitarra, e canta molto bene; è anche un grande appassionato di navi e aerei, mostrando una notevole conoscenza in questi ambiti. In passato ha fatto parte degli scout, esperienza che lo ha reso responsabile e indipendente. Insieme alla sorella, ospita lo spirito di Kuma, il drago viola che controlla gli agenti atmosferici. Ewan si innamora, ricambiato, di Lidja, colpito dal suo coraggio e dalla sua bellezza. La sua arma è un'ascia viola che, se unita a quella della sorella, diventa bipenne. È il Draconiano più carismatico e sportivo del gruppo. 
- Chloe Mac Allister

È una ragazza di 16 anni, sorella gemella di Ewan. Viveva ad Edimburgo con la madre e il fratello, dal quale cerca spesso protezione. Con i suoi capelli rossi corti e gli occhi azzurri, Chloe è molto carina ma viene descritta come più timida e insicura rispetto al fratello; tuttavia, quando necessario, può rivelarsi altrettanto capace. Ama cucinare e trascorrere del tempo con la madre. Come Ewan, ospita lo spirito di Kuma, il drago viola che controlla gli agenti atmosferici. Col tempo, comincia a provare una simpatia ricambiata per Karl. La sua arma è un'ascia viola che diventa bipenne se unita a quella del fratello. Chloe è la Draconiana più dolce e sensibile del gruppo, portando un equilibrio emotivo tra le forze in gioco. 

### Custodi
- Professore Schlafen:

È un eccentrico professore di antropologia di origini tedesche, nonché padre adottivo di Sofia. Il suo stile è inconfondibile: indossa sempre abiti tipici dell'Ottocento, che riflettono la sua personalità unica e affascinante. Risiede in una suggestiva villa isolata vicino al Lago d'Albano, un luogo che sembra uscito da un romanzo d'epoca. In realtà, è la reincarnazione di un'antica casta di sacerdoti di Draconia, noti come i Custodi. Il professore nutre un profondo affetto per Sofia, amandola come una figlia, e si dimostra un mentore prezioso per tutti i Draconiani. Collabora frequentemente con Karl nelle ricerche e nelle invenzioni tecno-magiche, sfruttando la sua vasta conoscenza per guidare i giovani nella loro crescita. È l'ultimo Custode ancora vivo sulla Terra e, oltre a prendersi cura di Sofia, decide di adottare anche Karl e Fabio, ampliando così la sua famiglia e il suo legame con i nuovi Custodi della tradizione draconiana. La sua saggezza e il suo approccio eccentrico lo rendono una figura centrale nel gruppo, capace di ispirare e proteggere i suoi protetti in un mondo pieno di sfide.

### Draghi
- Thubanː

Thuban è il capo dei Draghi Guardiani, un drago di colore verde smeraldo dotato del potere della vita, che gli consente di controllare le piante e la clorofilla dell'Albero del Mondo. Era il fratello minore di Nidhoggr, ma quando Nidhoggr fu preferito a lui come Guardiano dell'Albero del Mondo, Thuban si trovò a dover affrontare la gelosia del fratello. La situazione degenerò quando Nidhoggr uccise l'Anziano, figura paterna per Thuban, costringendo quest'ultimo a mutilarlo con un incantesimo. Questo gesto, sebbene motivato da un profondo dolore, segnò Thuban per sempre; non si perdonò mai per aver dovuto compiere un atto così estremo. La conseguenza fu che Nidhoggr si alleò con le viverne, scatenando una guerra che portò alla distruzione dell'Albero del Mondo. Thuban fu l'ultimo drago a cadere in battaglia dopo aver imprigionato Nidhoggr. Prima di morire, infuse il suo spirito in Lung, un avo di Sofia, creando così un legame indissolubile tra loro e permettendo a Sofia di condividere pensieri e ricordi con lui.
- Rastaban:

Rastaban è il più fedele e leale dei Draghi Guardiani e miglior amico di Thuban. Di colore rosso magenta, controlla i poteri della telecinesi e della telepatia. Durante la guerra tra draghi e viverne, Rastaban rappresentava un punto fermo nella resistenza dei draghi, dimostrando di essere il combattente più disciplinato e convinto della causa. Purtroppo, fu il primo a morire, ucciso da Nidhoggr sotto gli occhi di Thuban, lasciando un vuoto incolmabile tra i suoi compagni.
- Eltanin:

Eltanin è un drago giallo-dorato dotato del potere del fuoco, che non gli brucia la carne. Era il drago più giovane, impulsivo e ambizioso tra i cinque Draghi Guardiani. Consapevolmente tradì i suoi compagni quando Nidhoggr gli promise maggiore potere se si fosse schierato dalla parte delle viverne; in cambio, gli consegnò parte della linfa dell'Albero del Mondo per penetrare le difese dell'albero e divorarne le radici. Tuttavia, grazie all'influenza di Idhunn, la Custode umana che per lui era come una sorella, Eltanin si pentì delle sue azioni. Decise quindi di riscattare il proprio errore nascondendo il frutto che gli apparteneva e ribellandosi alle viverne, dimostrando così che anche i più giovani possono trovare la forza per correggere i propri sbagli.
- Aldibah:

Drago azzurro domatore del ghiaccio, considerato il più razionale e riflessivo dei draghi Guardiani. Quando i Neutrali, gli umani che non volevano stare né dalla parte delle viverne né dalla parte dei draghi, nascosero la Padrona dei Tempi, fu lui a ritrovare la magica clessidra. Cercò di evitare la guerra tra draghi e viverne viaggiando a ritroso nel tempo, fallendo però nell'impresa. Comprendendo la pericolosità della clessidra, Aldibah ordinò che fosse distrutta, ignaro che i Custodi preferirono nasconderla e conservarla per il futuro.
- Kuma:

Grosso drago viola che comanda gli agenti atmosferici in tutte le loro forme: uragani, fulmini, tornadi, neve e tempeste. Era il più forte di tutti, ma, quando perì in battaglia, il suo corpo non fu mai trovato. Si scoprì in seguito che venne ucciso da Ofnir, un Sacerdote-guerriero fedele a Nidhoggr, il quale lo fece letteralmente a pezzi. Fu Kuma ad avere l'idea di nascondere i frutti dell'Albero del Mondo prima che le viverne se ne impossessassero, a cominciare dal proprio frutto che ingoiò per custodirlo nel suo stomaco.

### Antagonisti
- Nidafjoll, comunemente chiamata "Nida", è una delle promanazioni terrene di Nidhoggr. Sebbene appaia come una bellissima ragazza ventenne con un caschetto biondo, in realtà è una viverna nera capace di scatenare fiamme fredde come ghiaccio. Dopo la morte di Ratatoskr, Nida si sente abbandonata e comprende di essere diventata superflua per il suo padrone, poiché Nidhoggr può contare su creature di ferro, terribili e letali, che sono avulse dal dolore e immuni ai poteri dei frutti dell'Albero del Mondo. Per sfuggire al controllo di Nidhoggr, Nida stringe un patto con i Draconiani, ma alla fine sceglie di passare definitivamente dalla loro parte. La sua umanità crescente la porta a morire uccisa da Ofnir, poiché diventa troppo umana per combattere con la stessa ferocia.
- Ratatoskr, è un'altra promanazione terrena di Nidhoggr. Si presenta come un affascinante ragazzo ventenne, ben vestito e dai modi affettati, ma è anch'egli una viverna nera. Ucciso da Fabio nel terzo libro, la sua morte non provoca alcun dolore a Nidhoggr, nonostante Ratatoskr faccia parte di lui. È noto per aver ucciso il padre di Sofia, dimostrando così la sua spietatezza e la sua totale mancanza di empatia.
- Nidhoggr, è il nemico supremo, la Grande Viverna simbolo del male e dell'odio, imprigionata da Thuban sottoterra dopo la battaglia finale tra draghi e viverne. In origine era un drago verde scuro e fratello di Thuban, ma fu mutilato da quest'ultimo con un incantesimo devastante dopo aver ucciso l'Anziano, figura paterna per Thuban, quando questi fu scelto come successore. Mutilato ma non morto, Nidhoggr sollevò le viverne contro i draghi e distrusse l'Albero del Mondo, divorandone le radici. Inizialmente incapace di manifestarsi sulla terra, si servì delle sue promanazioni terrene, Nidafjoll e Ratatoskr, e successivamente di creature di ferro che animava con la magia. Alla fine risorgerà nel suo vero aspetto di viverna. Viene infine ucciso da Sofia insieme a Thuban, mentre quest'ultimo abbraccia il fratello in segno di perdono.
- Ofnir, è un sacerdote guerriero umano al servizio di Nidhoggr. Durante i tempi di Draconia, era molto legato a Lung, ma la sua malsana gelosia possessiva lo portò a schierarsi con le viverne quando credette che Lung avesse preferito Thuban accettando di diventare il suo scudiero. In un atto di estrema crudeltà, Ofnir uccise Kuma, smembrandone il corpo. Dopo la sua morte, si reincarnò per molte generazioni, continuando a servire Nidhoggr. In segno di gratitudine, Nidhoggr gli donò il suo sangue, conferendo ad Ofnir non solo la capacità di comandare gli Assoggettati e di evocare potenti magie legate ai serpenti, ma anche la possibilità di diventare lui stesso una viverna.Desideroso di misurarsi con il più forte dei Draconiani, Ofnir sfiderà più volte Fabio, e in un momento di grande conflitto, ucciderà Nida. Tuttavia, alla fine, Ofnir troverà la sua fine per mano di Fabio e dei quattro Draghi Guardiani mentre Thuban è impegnato nella battaglia contro Nidhoggr. La sua storia è segnata da tradimenti e conflitti interiori, rendendolo un personaggio complesso e tragico nel panorama della saga.

### Personaggi presenti in questo libro
- Gillian Mac Allister:
Gillian Mac Allister è la madre di Chloe ed Ewan. Con i suoi capelli tinti di rosso e un aspetto da giovane donna hippy, ha avuto i suoi figli in giovanissima età, mostrando un'indole protettiva e battagliera. Ama profondamente i suoi figli e, nonostante sia giovane, sola e spaventata dai loro poteri, ha scelto di restare con loro, offrendo amore incondizionato. Inizialmente vive in una casa trasformata in B&B in Scozia prima di trasferirsi in Italia. Per far fronte alla povertà, ha svolto diversi lavori nel corso degli anni. La sua presenza è fondamentale per Sofia, che sviluppa il desiderio di conoscere sua madre proprio grazie a lei. Essendo madre di due Draconiani, Gillian non può essere assoggettata; tuttavia, alla fine del libro, come tutta l'umanità, dimenticherà la battaglia tra draghi e viverne. Ewan e Chloe la convinceranno a trasferirsi in Italia per riunirsi ai loro amici.
- Beatrice Guarieri:
Beatrice Guarieri è la madre di Sofia ed è molto simile a Gillian, ma più bella e aggraziata, sebbene sia perennemente succube della paura. Dopo aver scoperto della missione dei Draconiani, abbandonò Sofia e il suo compagno. Dopo la morte del padre di Sofia, fu lei a portarla in orfanotrofio. Anni dopo, Sofia la ritrova a Edimburgo, dove Beatrice ha ricostruito la sua vita lavorando in una libreria e formando una nuova famiglia con un marito e un'altra bambina. Quando Sofia tenta di riavvicinarsi a lei, Beatrice finge di non conoscerla e la respinge, spezzandole definitivamente il cuore. Essendo madre di una Draconiana, Beatrice non può essere assoggettata; quando Nidhoggr ritorna, si rifugia a Matera nella vecchia casa del padre di Sofia, dove finalmente riunisce sua figlia. Pentita della sua codardia e del dolore inflitto a Sofia, cerca il suo perdono recuperando un frammento del frutto di Thuban, ma perde la vita nell'impresa. Tuttavia, nel breve momento prima della sua morte, riesce a riconciliarsi con Sofia, creando un legame che trascende il dolore del passato.
- Lung: avo di Sofia che per primo accettò di ospitare Thuban dentro di sé. Era un giovane guerriero umano, amico del grande drago verde, tanto che dopo la sua morte il suo spirito vagò nell'ex città volante di Draconia, in attesa di consegnare ai Draconiani delle magiche armi per la battaglia finale.
- Thomas: maggiordomo tedesco al servizio di Schlafen. Come il professore, sembra uscito da un'altra epoca. È pelato e con lunghi baffi grigi da tricheco. Conosce e sa della missione dei Draconiani e si rende utile come può. Viene assoggettato nella battaglia finale a causa di un incantesimo di Nidhoggr. Quando tutto finisce, come tutti gli esseri umani, non ricorda nulla della battaglia tra draghi e viverne.
- Andrea: padre di Sofia e discendente di Lung. Morto quando lei aveva solo un anno, Sofia lo vede solo in foto dove si scopre molto somigliante a lui. Si innamorò da giovane di Beatrice e viene descritto come un bel ragazzo molto ambito dalle ragazze e dai modi spavaldi. A differenza di Beatrice, sarebbe rimasto con Sofia sino alla fine, specialmente dopo che incontrò Schlafen che gli spiegò dell'eredità di Thuban, se Ratatoskr non l'avesse ucciso."

## Edizioni
- Licia Troisi, 5: L'ultima battaglia, Milano: Mondadori, 2012, fa parte di: La ragazza drago
- Licia Troisi, La ragazza drago: lo scontro finale, Milano: Mondadori, 2014[4].

Il libro è stato tradotto anche in olandese e francese.